# Conus keatii
Conus keatii é uma espécie de gastrópode do gênero Conus, pertencente à família Conidae.